# Гредяки (Велізький район)
Гредяки (рос. Гредяки)  — присілок Велізького району Смоленської області Росії. Входить до складу Бєляєвського сільського поселення.
Населення —  11 осіб (2007 рік). 